# Рейхеншпергер, Август
Август Рейхеншпергер (22 марта 1808, Кобленц — 16 июля 1895, Кёльн) — германский политический деятель, юрист и научный писатель; брат Петера Рейхеншпергера. Почётный гражданин Кёльна (1895).

## Биография
Август Рейхеншпергер родился в семье судьи. Его отец умер в 1812 году, а матери пришлось одной содержать четверых детей, двум из которых она сумела дать образование. В 1827 году Август окончил гимназию и затем изучал право в Йене, Берлине, Бонне и Гейдельберге. Получив степень доктора права, поступил на государственную службу: с 1844 по 1848 год работал судьёй в районном суде Трира, в 1849—1879 годах — в апелляционном суде в Кёльне.
В 1848 году, во время революционных событий, заседал во франкфуртском парламенте, где примыкал к правым. В 1850—1863 годах и затем с 1879 года был депутатом в прусском ландтаге, с 1867 до 1884 года — также депутатом северогерманского, потом германского рейхстага. В течение 1850-х годов был либералом и боролся с реакционным правительством; в должности судьи получил известность беспристрастием и независимостью, особенно в политических процессах. В то же время он был верующим католиком. В 1852 году основал в прусском ландтаге «католическую фракцию», которая с 1861 года стала называться партией центра и под этим именем перешла в германский рейхстаг. Рейхеншпергер занимал в ней место на её демократическом фланге, добивался скорее свободы совести и равноправного положения всех церквей, чем преобладания католицизма. Он принадлежал к лучшим ораторам и наиболее искусным тактикам партии. В 1852 году стал одним из основателей Немецкого общества научных чтений, с 1871 года являлся почётным членом Объединения католических студентов, с 1895 года — почётным гражданином Кёльна. Был известен как знаток и покровитель искусств.
Главные работы: «Die christlich-germanische Baukunst» (Трир, 1852; 3 изд. 1860), «Fingerzeige auf dem Gebiet der christlichen Kunst» (Лейпциг, 1854), «Vermischte Schriften ueber christliche Kunst» (Лейпциг, 1856), «Phrasen und Schlagwörter» (3 издания, Падерборн, 1872).